# Església de Sant Miquel (l'Alguer)
Sant Miquel és una església al centre històric de la ciutat de l'Alguer (Sardenya). És un dels millors exemples del barroc a Sardenya. Està dedicada al patró de la ciutat.

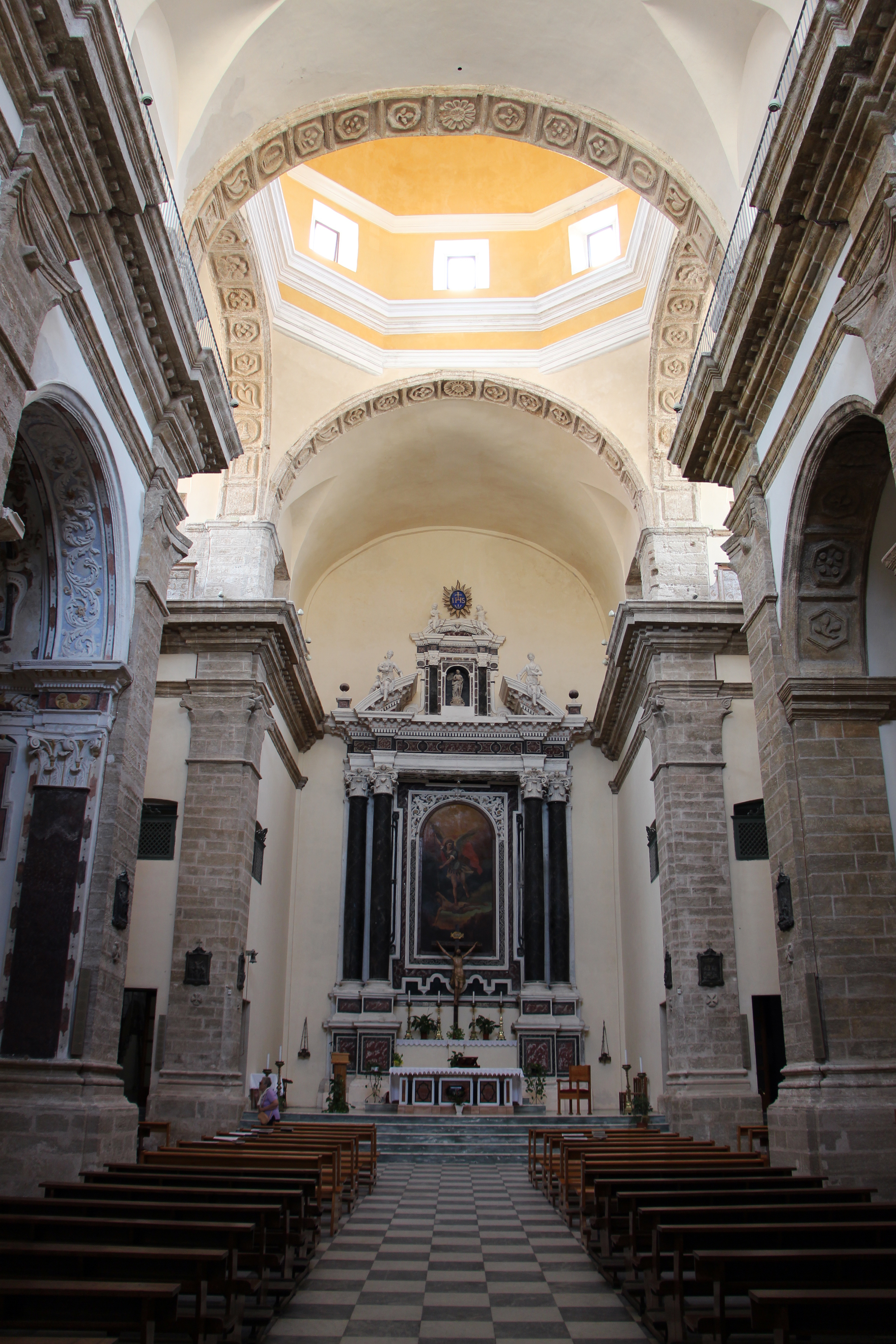
Interior de l'església de Sant Miquel, vista de la nau i l'altar major.

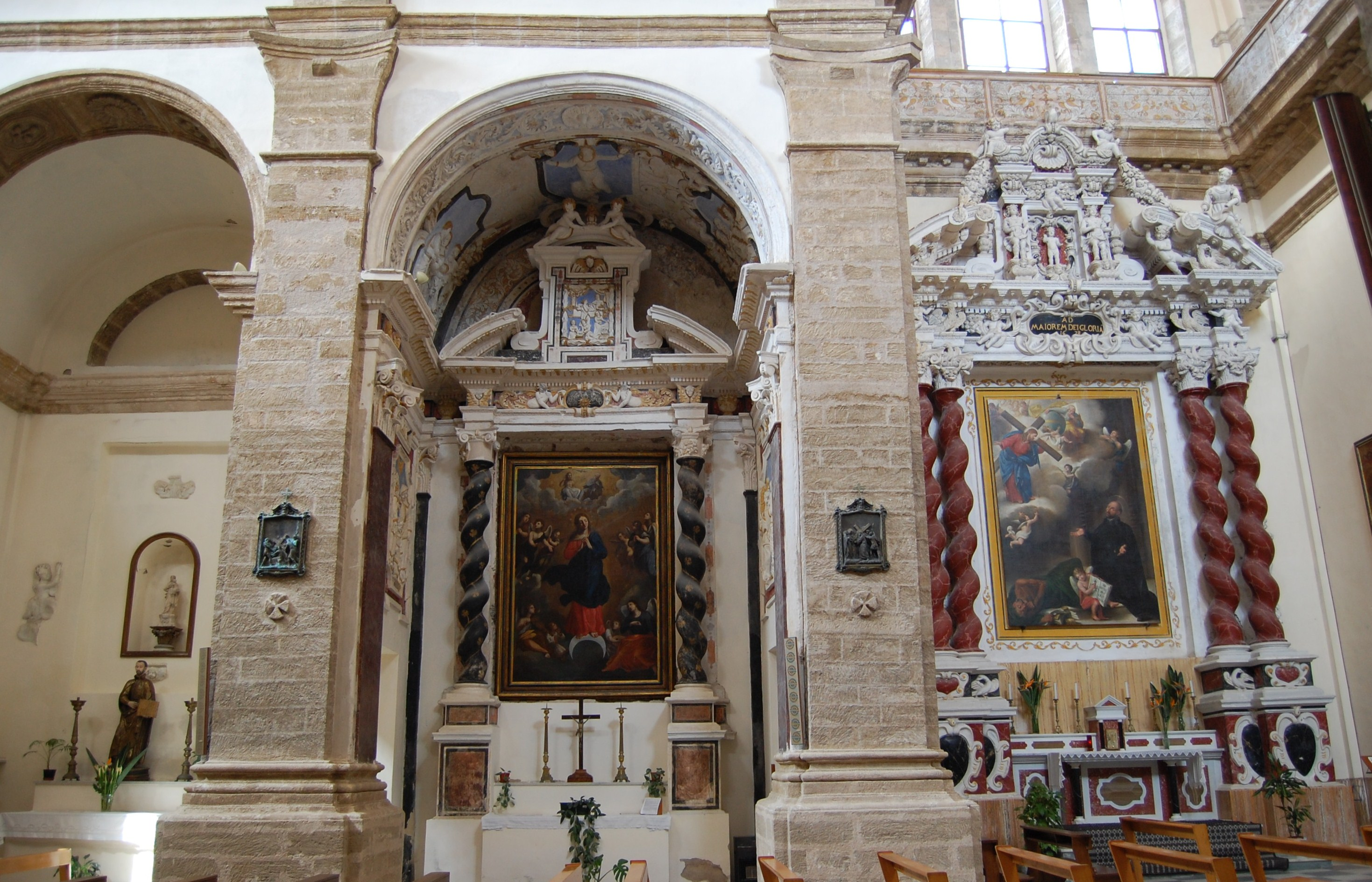
Lateral interior de l'església de Sant Miquel